# La Locomotora Negra
La Locomotora Negra és un grup de jazz català amateur format a Barcelona el 1971. El primer concert el van fer, el quintet inicial, el 31 de gener del 1971 a l'antiga Cova del Drac del carrer Tuset de Barcelona. El 2021, en complir els 50 anys, van fer una gira de comiat iniciada i acabada amb sengles concerts al Palau de la Música Catalana.

## Evolució
El germen del grup es troba en les audicions de discos que l'arquitecte Joaquim Gili, gran aficionat al jazz i al trens miniatura, organitzava a casa seva als anys 60 i que va batejar amb el nom "La Locomotora Negra", nom que van agafar els seus fills, membres fundadors, quan el 1970 van començar a assajar regularment amb altres amics. El quintet inicial estava format per Ricard Gili (trompeta), Tomàs Gonzalez (saxo tenor), Tòfol Trepat (piano), Miquel Solé (contrabaix) i Carles Gili (bateria). L'abril del 1972 s'incorporava el petit dels germans Gili, Toni, amb el saxo tenor i un altre germà dels components, en lluís Trepat, al clarinet; Miquel Solé deixarà el grup el 1974 i serà substituït per Jordi Casanovas.
El novembre de 1995, quan van fer, a la Jazz Cava de Terrassa, la presentació del seu disc dels 25 anys, eren 15 components, 11 dels quals segueixen en la formació de 17 membres que ha arribat al cinquantenari.

### Membres del grup
Aquesta és la relació de components en els concerts d'inici i final de la gira de comiat, el 29 de gener de 2021 i el 27 de novembre del mateix any. Apareixen amb un asterisc els que en formaven part el 25è aniversari.
- Ricard Gili, trompeta i director (*)
- Ivó Oller, trompeta
- Arnau Boix, trompeta
- Miquel Donat, trompeta (*)
- Marc Trepat, trombó (*)
- Òscar Font, trombó
- Xavier Trepat, trombó
- Víctor González, trombó (*)
- Lluís Trepat, saxo alt i clarinet (*)
- Albert Gassull, saxo alt
- Tomás González, saxo tenor (*)
- Toni Gili, saxo tenor (*)
- Ariel Vigo, saxo baríton
- Tòfol Trepat, piano (*)
- Albert Romaní, guitarra (*)
- Jordi Casanovas, contrabaix (*)
- Carles Gili, bateria (*)
- Eva Garín

(*) membres el 1995

## Estil i principals fites
L'estil de la Locomotora Negra s'orienta cap al jazz negre en els seus vessants més populars. Pren com a model les orquestres més famoses de l'època swing, com les de Fletcher Henderson, Duke Ellington i Count Basie. Ha participat en els festivals internacionals de Barcelona (1974 i 1981), el Vendrell (1975), Sitges (1976), Sant Sebastià (1977), en el qual assolí el primer premi del concurs de conjunts amateurs en la modalitat de jazz tradicional, i Vitòria (1979) entre d'altres. També ha actuat al festival internacional de Middelheim, a la ciutat d'Anvers, i al festival del Hot Club de França a Montauban (1983, 1985 i 1991). Ha acompanyat músics de talla internacional com Bill Coleman, Benny Waters i Gene Mighty Flea Conners.
El 2002 van rebre la Creu de Sant Jordi.
Segons la revista Jaç, editada pel Grup Enderrock, en el seu número 25 de maig del 2009, Hey, Mr Landlord! (1983) és considerat un dels "100 millors discos del jazz català", en la posició 20. El text el va publicar, amb aquest títol, Cossetània Edicions.

## Discografia
- La Locomotora Negra 1 (1982)
- Hey, Mr Landlord! (1983)
- Ellington Train (1985)
- Jazzin' and Dancin' (1988)
- 'Round Christmas (1992) El 2010 reeditat amb nou contingut.
- 25 anys (1996)
- Memorial Duke Ellington Concert Sacre (2001)
- Swing als 30 (2001)
- Originals (2005)
- 35 Anys / 35 mm (2007)
- Moments (40 anys) (2011)
- La Locomotora Negra & Friends (2011)
- Golden Standards (2014)
- Portraits & Postcards (2018)
- 50 Anys La Locomotora Negra 1971-2021 (2020)